# مناورة الملكة (مسلسل قصير)
مناورة الملكة (بالإنجليزية: The Queen's Gambit) هو مسلسل دراما أمريكي قصير عُرض عبر الإنترنت عام 2020، مُستوحى من رواية والتر تيفيس عام 1983 التي تحمل نفس الاسم. انشئ المسلسل لصالح نتفليكس بواسطة سكوت فرانك وألان سكوت، حيث تولى سكوت فرانك الكتابة والإخراج. يبدأ المسلسل من منتصف خمسينيات القرن العشرين وحتى ستينيات نفس القرن، وتدور القصة حول نابغة شطرنج يتيمة في مرحلة صعودها لتصبح أعظم لاعبة شطرنج في العالم بينما تعاني من عددٍ من المشاكل العاطفية وإدمان المخدرات والكحول.
عُرض مسلسل مناورة الملكة في 23 أكتوبر 2020. بعد مرور أربعة أسابيع على عرضه، أصبح المسلسل القصير الأكثر مشاهدة على نتفليكس. وقد نال استحسان النقاد لأداء أنيا تايلور جوي في دور بيث هارمون وكذلك لأسلوب التصوير السينمائي والإنتاج. وقد تلقى المسلسل أيضًا ردود فعل إيجابية من مجتمع الشطرنج، ويُنسب إلى المسلسل الفضل في إعادة ظهور الاهتمام العام باللعبة.
مناورة الملكة فاز بأحد عشر من جوائز إيمي، بما في ذلك سلسلة محدودة أو مختارات متميزة. كما فاز المسلسل باثنين من جوائز غولدن غلوب: أفضل مسلسل محدود أو فيلم تلفزيوني وأفضل ممثلة-مسلسل قصير أو فيلم تلفزيوني لتايلور جوي. كما فازت جائزة نقابة ممثلي الشاشة للأداء المتميز لممثلة في مسلسل قصير أو فيلم تلفزيوني.

## نظرة عامة
يحكي المسلسل حياة معجزة الشطرنج اليتيمة بيث هارمون خلال سعيها لتصبح أعظم لاعبة شطرنج في العالم بينما تكافح مع المشاكل العاطفية وإدمان المخدرات والكحول. بدأت القصة في منتصف الخمسينيات واستمرت حتى الستينيات.
تبدأ القصة في ليكسينغتون، كنتاكي، حيث تم نقل بيث البالغة من العمر تسع سنوات بعد أن فقدت والدتها في حادث سيارة إلى دار للأيتام حيث يتم تعليمها لعبة الشطرنج من قبل حارس المبنى السيد شيبل. كما كان شائعًا خلال الخمسينيات من القرن الماضي، تقوم دار الأيتام بتوزيع الحبوب المهدئة للفتيات يوميًا، والذي أدي إلى إدمان بيث. سرعان ما أصبحت لاعبة شطرنج قوية بسبب مهارات التصور لديها، والتي تعززها المهدئات. بعد بضع سنوات، تم تبني بيث من قبل ألما ويتلي وزوجها من ليكسينغتون. تدخل بيث في بطولة شطرنج وتفوز على الرغم من عدم وجود خبرة سابقة في لعبة الشطرنج. تقيم صداقات مع العديد من الأشخاص، بما في ذلك بطل ولاية كنتاكي السابق هاري بيلتيك؛ موهوب ولكنه متعجرف معجزة الشطرنج بيني واتس والصحفي والمصور وزميله اللاعب د. مدن. مع استمرار بيث في الفوز بالألعاب وجني الفوائد المالية، أصبحت أكثر اعتمادًا على الكحول والمخدرات الأخرى.

## الممثلين والشخصيات

### الطاقم الاساسي

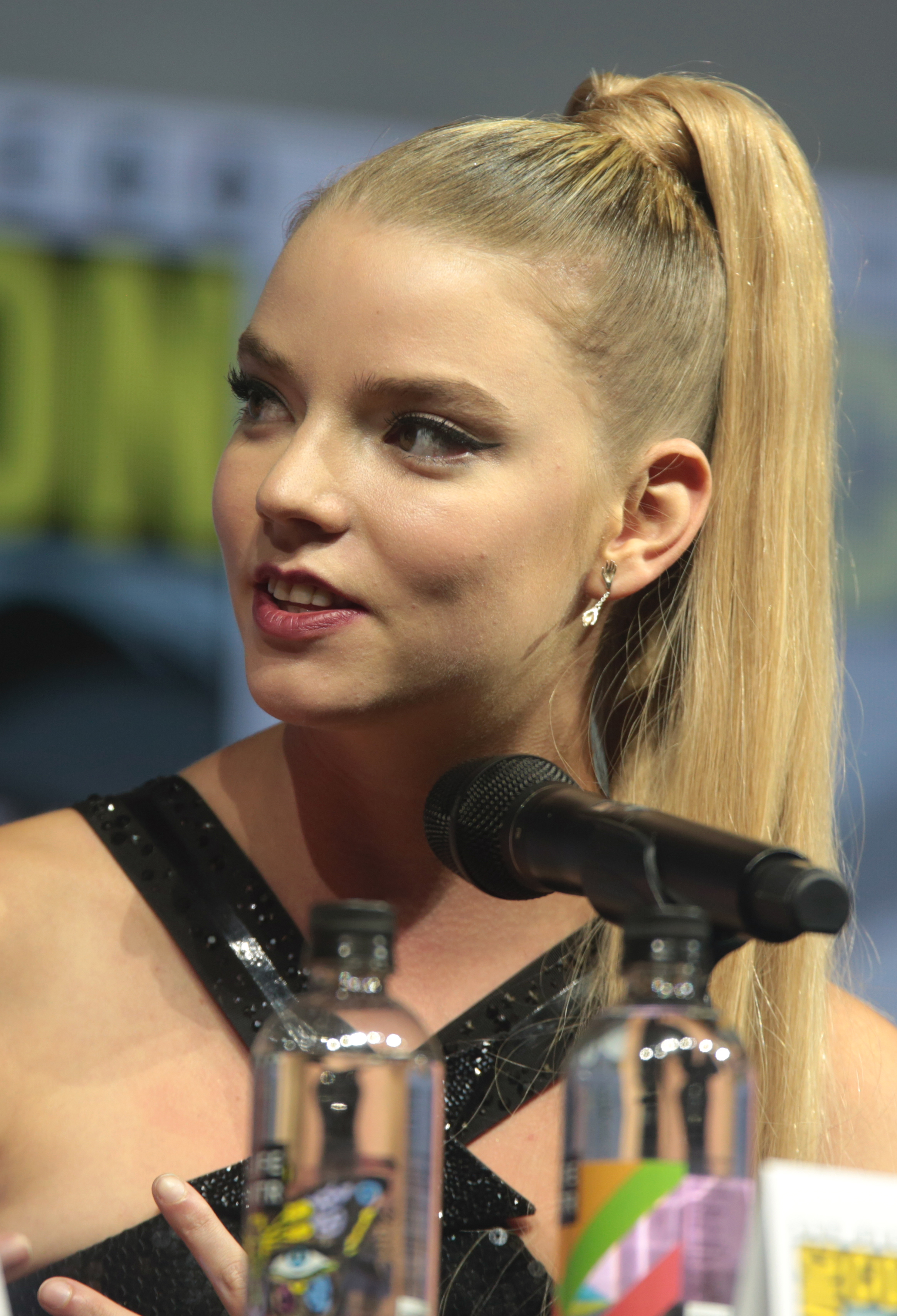
أنيا تايلور جويالأداء كما بيث هارمون حصل على اشادة من النقاد على نطاق واسع وحصل لها ترشيح ل جائزة إيمي برايم تايم لأفضل ممثلة رئيسية في مسلسل قصير أو فيلم تلفزيوني

- أنيا تايلور جوي في دور بيث هارمون.
- بيل كامب في دور السيد شيبيل.
- كريستين سيدل بدور هيلين ديردورف.
- ريبيكا روت في دور السيدة لونسديل.
- كلوي بيير بدور أليس هارمون، والدة بيث المتوفاة.
- مارييل هيلر بدور ألما ويتلي.
- هاري ميلينج في دور هاري بلتيك.
- باتريك كينيدي في دور ألستون ويتلي، زوج ألما ووالد بيث بالتبني.
- جاكوب فورتشن لويد في دور تاونز.
- توماس سانجستر بدور بيني واتس.
- مارسين دوروتشينسكي في دور فاسيلي بورغوف، بطل العالم السوفيتي الروسي الحالي في الشطرنج وأقوى منافس لبيث.

### متكرر
- سيرجيو دي زيو والد بيث.
- دولوريس كاربوناري مثل مارغريت، زميلة بيث في المدرسة الثانوية والمتنمر.
- إلويز ويب مثل أنيت باكر، مراهقة ودودة أصبحت أول خصم لبطولة بيث.
- ماثيو وراسل دينيس لويس كما مات ومايك، الاخوة التوأم الذين يعملون كمنظمي الحدث ومديري البطولة في البطولة الأولى بيت وتذهب لتصبح صديقاتها.
- ماكس كراوس مثل آرثر ليفرتوف، أ غراند ماستر وصديق بيني الذي يساعد بيث في تدريبها.
- ريان ويتشيرت في دور هيلتون ويكسلر، لاعب قوي و مشكلة الشطرنج متحمس، صديق بيني.

### ضيف بطولة
- جونجو أونيل بصفته السيد غانز، مدرس نادي شطرنج محلي في المدرسة الثانوية يدعو بيث الصغيرة للعب في مدرسته.
- لويس أشبورن سيركيس مثل جورجي جيريف، معجزة الشطرنج السوفيتية البالغة من العمر 13 عاما.
- جانينا إلكين كزوجة بورغوف، وهو أيضا مترجمه.
- ميلي برادي مثل كليو، عارضة أزياء فرنسية كانت لها علاقة قصيرة مع بيني. سرعان ما تصادق بيث.
- بروس باندولفيني كما إد سبنسر، مدير البطولة.
- جون شواب كما السيد بوث، مايندر بيث من وزارة الخارجية.
- ماركوس لوجس في دور لوتشينكو، بطل العالم المخضرم السابق في الشطرنج ولا يزال لاعبا رائعا.

## الحلقات
| رقم الحلقة | عنوان الحلقة  | إخراج      | كتابة      | تاريخ البث الأصلي |
| --- | ------------- | ---------- | ---------- | ----------------- |
| 1 | «الافتتاحيات» | سكوت فرانك | سكوت فرانك | 23 أكتوبر 2020    |
| بعد وفاة والدتها في حادث سيارة، تنتقل إليزابيث "بيث" هارمون ذات التاسعة من العمر للعيش في دار الأيتام. هناك، يتناول الأطفال حبوبًا مهدئة الهدف منها ضبط سلوكهم. تتعرف بيث على الحارس شايبل الذي يلعب الشطرنج في القبو وتُبدي شغفًا بتعلم اللعبة. بعد إلحاحها عليه، يوافق السيد شايبل على تعليمها أبجديات الشطرنج. بفضل ذكائها الخارق وإدمانها الحبوب المهدئة، تبرع بيث في تعلم الشطرنج بوتيرة سريعة وخارقة للعادة. تشارك بيث في نادي ألعاب الشطرنج الطلابي في الثانوية وتحقق الفوز على المتنافسين المحترفين الشباب، بمن فيهم اللاعب تاونز. بعد إقرار الدولة قانونًا يحظر إعطاء المهدئات للأطفال، تعاني بيث من أعراض الانسحاب فتقرر سرقة جرة المهدئات. يُلقى القبض عليها بعدما التهمت جرعة كبيرة من الحبوب وتسقط على الأرض مغشية عليها.                                         |               |            |            |                   |
| 2 | «التبادلات»   | سكوت فرانك | سكوت فرانك | 23 أكتوبر 2020    |
| بعد سرقتها جرة المهدئات، تُحرم بيث من لعب الشطرنج مع السيد شايبل. في سن الـ13، يتم تبنيها من قبل عائلة ويتلي. تكتشف بيث أن والدتها بالتبني تتناول المهدئات نفسها التي أخذتها في دار الأيتام وتبدأ سراً في تناولها. تدخل بيث دورة شطرنج بأموال اقترضتها من السيد شايبيل وتشق طريقها نحو التميز، محققة سلسلة من الانتصارات المذهلة. تقع بيث في غرام تاونز، أحد منافسيها. إثر عودتها من البطولة، تكتشف بيث أن السيد ويتلي ترك زوجته وتخشى من إعادتها إلى دار الأيتام، لكن السيدة ويتلي تطمئنها بأنها ستكذب لإبقائها في المنزل. في مباراتها الأخيرة ضد اللاعب هاري بلتيك الأعلى تصنيفًا، يعتري بيث الارتباك وتهرول للحمام لأخذ المهدئات ثم تستأنف المباراة لتفوز بها بسهولة. عقب هذا النجاح، تقرر السيدة ويتلي وضع خطة لتشارك بيث في بطولات شطرنج أخرى بهدف كسب المزيد من المال. |               |            |            |                   |

## الاستقبال

### نسبة مشاهدة الجمهور
في أكتوبر 2020، كان المسلسل هو العرض الأكثر مشاهدة على نيتفليكس في الولايات المتحدة. في 23 نوفمبر 2020، نيتفليكس أعلنت أن المسلسل شاهده 62 مليون أسرة منذ صدوره، بذلك يصبح " أكبر سلسلة محدودة مكتوبة نيتفليكس حتى الآن." من هذا، صرح سكوت فرانك "أنا مسرور ومذهول من الرد" بينما وصفته العديد من المنافذ بأنه "نجاح غير محتمل". تصدرت السلسلة تصنيفات البث في الولايات المتحدة لنيلسن للأسابيع من 26 أكتوبر إلى 1 نوفمبر، ومن 2 إلى 8 نوفمبر، ومن 9 إلى 15 نوفمبر 2020، مما يجعلها أول سلسلة تفعل ذلك لمدة ثلاثة أسابيع متتالية. مناورة الملكة في نهاية المطاف في المرتبة الثالثة في الترتيب السنوي ريلجود من نيتفليكس يظهر خلال عام 2020، مع كوكوميلون أخذ الترتيب الأول.

### استجابة النقد
على مراجعة مجمع روتن توميتوز، مناورة الملكة حصل على نسبة موافقة 96 ٪ بناء على 105 تقييم، بمتوسط تقييم 7.9/10. يقرأ إجماع نقاد الموقع، " تحركاتها ليست مثالية دائما، ولكن بين الأداء المغناطيسي لأنيا تايلور جوي، تفاصيل الفترة المحققة بشكل لا يصدق، والكتابة الذكية عاطفيا، مناورة الملكة هو الفوز المطلق." ميتاكريتيك أعطى السلسلة متوسط درجات مرجح قدره 79 من أصل 100 بناء على 28 مراجعة، مما يشير إلى "مراجعات إيجابية بشكل عام".
الناقد الثقافي ماري مكنمارا قال: "أحببت مناورة الملكة كثيرا، شاهدت الحلقة الأخيرة ثلاث مرات." سارة ميلر من نيويوركر روت أنها عانت من شعور بالخسارة في ارتباطها بالرواية بعد رؤية تصويرها على الشاشة لأنها لم تستطع الارتباط بالشخصية الرئيسية:" أنيا تايلور جوي جميلة المظهر للغاية للعب دور بيث هارمون ". يجادل ميلر بأن قبح بيث هو توتر مركزي في الرواية يفتقده التصوير على الشاشة تماما على الرغم من بقائه وفيا لكل شيء آخر في الرواية. دارين فرانيش من انترتينمنت ويكلي وصف الممثلة الرئيسية، " تتفوق تايلور جوي في اللحظات الهادئة، تضيق جفونها وهي تقضي على الخصم، جسدها كله يجسد اليأس الغاضب عندما تنقلب اللعبة ضدها." كارولين فرامكي كتبت "مناورة الملكة تمكن من إضفاء الطابع الشخصي على اللعبة ولاعبيها بفضل رواية القصص الذكية ، في أنيا تايلور جوي، ممثلة رئيسية مغناطيسية لدرجة أنها عندما تحدق في عدسة الكاميرا، وهجها المتعرج يهدد بقطعها مباشرة." مراجعة ل رولينج ستون، آلان سيبينوال أعطاها 3 من أصل 5 نجوم وقال، " مشروع جميل من الناحية الجمالية مع العديد من العروض الرائعة، كل ذلك في خدمة قصة تبدأ في الشعور بالبطن قبل وقت طويل من حلول النهاية."
ناقش النقاد أيضا بشكل متكرر الموضوع البارز للمسلسل وهو تعاطي المخدرات. تلاحظ فيبي وونغ أنه "من المثير للاهتمام، على عكس الأعمال الأخرى التي تدرس جوانب التدمير الذاتي لهوس الكمال، تمتد قضايا الصحة العقلية وتعاطي المخدرات إلى ما هو أبعد من بطل الرواية إلى الشخصيات الأخرى" في مراجعتها لـ ذا تافتس ديلي. يقرأ ملخصها "مثير للإعجاب في حد ذاته، مناورة الملكة يتبنى منظورا جديدا من خلال الخوض في تقاطعات الشطرنج مع تعاطي المخدرات والتمييز بين الجنسين". مات ميلر من إسكواير (مجلة) "والنتيجة هي تصوير مخيف جدا لضغوط الشطرنج التنافسي في عقد 1960." من ناحية أخرى، هاربر بازار اعتبرت ليلي دانسيجر أن" تحريف "تعاطي المخدرات" كاد يفسد العرض " بالنسبة لها، باستخدام ما يلي ستيفن كينغ اقتبس لشرح: "فكرة أن المسعى الإبداعي والمواد التي تغير العقل متشابكة هي واحدة من أعظم الأساطير الفكرية الشعبية في عصرنا."
مونيكا هيس تعتبر المسلسل القصير "التاريخ التحريفي" ولكنه أيضا " مستقبل رائع "من حيث أن" الطريق المرتب للنجاح "للبطلة" لا ينقطع بسبب التمييز على أساس الجنس"، ولديه رجال" منتعشون "يبحثون عن الشخصية الأنثوية الرئيسية، مشيرا إلى أن العرض" ليس لديه نساء في خطر". كارينا شوكانو من مجلة نيويورك تايمز يعتقد أيضا أن العرض مرارا وتكرارا يحبط توقعات الجمهور: البواب لا يتحرش بها، ويتركها والدها بالتبني وشأنها، ولا تمنعها والدتها بالتبني ألما، وهو رحيل ينسب تشوكانو إلى"الخيال" -مثل جودة مناورة الملكة. الرد على هذه المراجعات، فريد مازيليس من موقع الاشتراكية العالمية كتب أن " الادعاءات بأن المسلسل يحظى بالتقدير لأنه خيال مخادع، على أقل تقدير. ضرب العرض على وتر حساس على وجه التحديد لأنه لا ينظر إليه على أنه خيال طوباوي." بيثوني بتلر، أيضا من واشنطن بوست، بينما أشادت بالعرض بشكل عام، انتقدت توصيف جولين، الشخصية السوداء الرئيسية الوحيدة في العرض، قائلة"خلفيتها الدرامية وتطور الشخصية محدودان للغاية لدرجة أنها تبدو موجودة فقط لجعل حياة بيث أسهل". تم الإشادة بالعديد من جوانب قيم إنتاج السلسلة ومناقشتها، بما في ذلك خيارات الموقع وتصميم المجموعة والأزياء.

### استجابة مجتمع الشطرنج
تلقت السلسلة الثناء من مجتمع الشطرنج لتصويرها الواقعي للعبة واللاعبين. في مقابلة مع فانيتي فير، امرأة غراند ماستر جنيفر شاهد وقال إن سلسلة "مسمر تماما دقة الشطرنج". في مقال عن المسلسل القصير في التايمز، بطل الشطرنج البريطاني ديفيد هويل شعرت أن مشاهد الشطرنج كانت "مصممة بشكل جيد وواقعية"، بينما بطلة الشطرنج البريطانية للسيدات جوفانكا هوسكا قال، " أعتقد أنه مسلسل تلفزيوني رائع ينقل عاطفة الشطرنج بشكل جيد حقا." صرحت هوسكا بأنها تتعلق بكون بيث واحدة من النساء القلائل في البطولة، وأشارت إلى أن التمييز على أساس الجنس كان أسوأ على مستوى "الهواية"، خاصة بالنسبة للفتيات الصغيرات. أستاذ دولي درسا درخشاني وصفت العرض بأنه "دقيق جدا جدا" وأنها فوجئت "بمدى قوة الألعاب بالفعل".
جوديت بولغار، التي كانت أول امرأة تلعب للحصول على لقب بطولة العالم، قال إن العرض يصور اللاعبين الذكور على أنهم "لطيفون للغاية"، بينما لاعبة الشطرنج أندريا بوتيز شعرت أيضا أن العرض "خفف" من التحيز الجنسي في عالم الشطرنج. قالت بطلة النساء البريطانيات السابقة سارة لونجسون إنه من الناحية الواقعية، كان يجب أن تخسر بيث المزيد. حامل لقب بطل العالم في الشطرنج ماغنوس كارلسن أعطاها 5 بعيدا عن المكان 6 النجوم لكنها وجدت أنها "غير واقعية إلى حد ما" لمدى سرعة تطوير بيث لمهاراتها.

## الاهتمام بالشطرنج
في نوفمبر 2020، واشنطن بوست وذكرت أن جائحة كوفيد-19 قد زادت بالفعل اهتمام الجمهور في لعبة الشطرنج، ولكن شعبية مناورة الملكة جعلها تنفجر. صحيفة نيويورك تايمز مقارنة الاهتمام بالشطرنج بـ" هوس الشطرنج المماثل " بعد بوبي فيشر فاز بوريس سباسكي لتصبح بطل العالم عام 1972. وفقا ل الجارديان، غراند ماستر موريس آشلي لقد غمرته رسائل من أشخاص-معظمهم من النساء-متحمسين للمسلسل: "الهيجان من حوله مجنون". ارتفعت مبيعات مجموعات الشطرنج بشكل كبير بعد إصدار السلسلة، حيث ذكرت شركة جالوت جيمز الأمريكية أن مبيعاتها من مجموعة الشطرنج زادت بأكثر من ألف بالمائة بسبب السلسلة، بينما وجدت شركة التسويق إن بي دي جروب أن مبيعات كتب الشطرنج زادت بأكثر من 600 بالمائة. شطرنج.كوم تقارير عدة ملايين من المستخدمين الجدد منذ إصدار السلسلة، مع معدل تسجيل أعلى من قبل اللاعبات مقارنة بما كان عليه قبل السلسلة. ذكر مدربو الشطرنج أن الطلب على دروس الشطرنج قد زاد بشكل كبير أيضا.